# ...And the Bag's in the River
"…And the Bag's in the River" é o terceiro episódio, da primeira temporada da série televisiva de drama norte-americana Breaking Bad, escrito pelo criador do show Vince Gilligan, e dirigido por Adam Bernstein, que foi ao ar, pela primeira vez, no dia 10 de fevereiro de 2008 nos Estados Unidos e Canadá, no canal de televisão AMC.

## Enredo
Walt e Jesse limpam os restos mortais de Emilio enquanto Krazy-8 recupera a consciência no porão. Enquanto conversava com Walt, Krazy-8 revela que Jesse contou a ele e a Emilio sobre a vida pessoal de Walt. Sentindo-se traído e revoltado, Walt confronta Jesse, que estava chapado de metanfetamina, e este o repreende por não ter cumprido sua parte do acordo entre os dois e logo em seguida sai furioso de sua casa. Enquanto isso, Skyler diz a Marie que ela está trabalhando em um novo conto com um personagem viciado em drogas e ela começa a fazer perguntas sobre maconha. Marie acaba presumindo que Skyler estava suspeitando que Walt Jr. está fumando maconha, mas Skyler insiste que estava apenas falando sobre sua história. Marie pede a Hank para que desse uma lição de moral em Walt Jr., ele decide levá-lo até um motel para mostrar como a metanfetamina corroeu os dentes de uma prostituta.
Walt telefona para Skyler para pedir desculpas por ter atrasado no jantar, alegando falsamente que estava trabalhando no lava-rápido. Skyler informa Walt que ela sabe que ele largou o emprego há duas semanas atrás e, com muita raiva, diz para ele não voltar para casa. Walt pesa os prós e os contras de matar o Krazy-8 e, logo depois, resolve levar um sanduíche para ele mas acaba caindo no chão do porão, quebrando o prato. Depois que ele recupera a consciência, Walt revela para Krazy-8 que ele tem câncer de pulmão. Depois de conversar com Krazy-8 e supostamente ter formado um vínculo com ele, Walt decide deixá-lo ir embora. Walt vai até a cozinha pegar a chave da trava da bicicleta que o mantém em cativeiro. No entanto, ele percebe que há um fragmento faltando no prato quebrado. Convencido de que Krazy-8 estava falando tudo o que ele queria ouvir para que o libertasse, Walt retorna ao porão e utiliza a trava de bicicleta no pescoço de Krazy-8 como um garrote e relutantemente começa a asfixiá-lo, ao mesmo tempo em que Krazy-8 apunhala a perna de Walt com o fragmento do prato quebrado. Walt retorna para sua casa e encontra Skyler sentada na cama, chorando. Ele diz que tem algo a dizer a ela.
Enquanto isso, Hank e vários agentes da DEA descobrem o local de cozinha no deserto junto com o carro de Krazy-8. Dentro do carro, eles encontram o saquinho da metanfetamina cristalizada por Walt. A família de nativos americanos compartilha a máscara de laboratório que uma jovem encontrou.

## Produção
O episódio foi escrito por Vince Gilligan, o criador da série, e dirigido por Adam Bernstein. "…And the Bag's in the River" foi ao ar pela primeira vez no dia 10 de fevereiro de 2008 nos Estados Unidos e Canadá pelo do canal de televisão AMC.

## Significado do título
O título do episódio faz parte de uma linha de diálogo do longa-metragem Sweet Smell of Success de 1957, no qual um personagem relata que ele resolveu um problema. No contexto do episódio, esta fala é dita por Walt quando ele e Jesse capturam Krazy-8 e o trancam no porão.
J.J. Hunsecker: Isso significa que você tem um plano? Pode entregá-lo?
Sidney Falco: Hoje à noite, antes de você ir para a cama. O gato está na bolsa e a bolsa no rio.

## Recepção
O episódio foi aclamado pela crítica especializada. Seth Amitin, da IGN, avaliou o episódio com nota 8.9 de 10 comentando: "Se você colocar todos os episódios de todos os programas de TV que existem e juntá-los em uma bola gigante, duvidamos que você tenha algo tão intenso quanto o momento em que Walt matou o Krazy-8." Donna Bowman, escrevendo para o The A.V. Club, deu nota "A-" para o episódio e disse: "Todas as coisas densas que eu tanto amava e descrevi acima -- mas esse também foi um episódio cheio de frases hilariantes".